# Valentina Serena
Valentina Serena (Venezia, 10 novembre 1981) è una pallavolista italiana.
Gioca nel ruolo di palleggiatrice nello Zevio

## Palmarès

### Club
- Campionato italiano: 1

2015-16
- Coppa Italia di Serie A2: 1

1999-00
- Supercoppa italiana: 1

2011
- Champions League: 1

2009-10
- Coppa CEV: 1

2012-13